# 费尔南多·桑托斯·科斯塔
费尔南多·桑托斯·科斯塔（葡萄牙語：Fernando dos Santos Costa，1899年12月19日—1982年10月15日），是葡萄牙第二共和国时期的军人、政治家和君主主义者。他是安东尼奥·萨拉查政权的重要成员，曾于1936年至1944年间担任战争部副部长，1944年至1950年期间升任战争部长。1950年8月，葡萄牙国防部成立后，他成为了首任国防部长直至1958年去职。